# Bucsa (Magyarország)
Bucsa község Békés vármegye Szeghalmi járásában.

## Fekvése
Bucsa Békés vármegye legészakibb részén található település Füzesgyarmat és Karcag között, három vármegye, Békés, Hajdú-Bihar és Jász-Nagykun-Szolnok találkozásánál. A falu a Sárrét-csatorna partján fekszik, a Hortobágy-Berettyó főcsatorna közelében.
Szomszédai: északkelet felől Püspökladány, kelet felől Szerep, dél felől Kertészsziget, délnyugat felől Ecsegfalva, nyugat felől Kisújszállás, északnyugat felől pedig Karcag.

### Megközelítése
A települést átszeli, nagyjából északnyugat-délkeleti irányban a Karcagtól Füzesgyarmatig húzódó 4206-os út, közúton csak ezen érhető el a két végponti település irányából. Az említett út a falutól mintegy 13 kilométerre csatlakozik a 4-es főúthoz, ezáltal kapcsolatot teremtve az országos közúthálózat távolabbi útszakaszaival.
Vasútvonal nem érinti a települést, a legközelebbi vasúti csatlakozási lehetőség a Budapest–Záhony-vasútvonal (és a Karcag–Tiszafüred-vasútvonal) Karcag vasútállomása.

## Története
Bucsa és környéke már az újkőkorszak idején lakott hely volt, de megtalálták nyomát a rézkor, bronzkor és vaskor népeinek is.
A település első írásos említése 1321-ből származik, amikor a Barsa nemzetség osztozásakor apa, fia és családja kapta meg. Bucsa a középkor folyamán mindvégig az e nemzetségből származó Nadányiak birtoka volt. A környék akkoriban a Tisza, a Körösök és a Berettyó által elárasztott „valóságos vadvízország” volt, lakói többször a nádasba bújtak a törökök elől. 1412-ben Békés vármegye rendjei bizonyították, hogy Apavára, Keszegestó és Szőlös-sziget is Bucsához tartoznak. 1586-ban Ványával és Ecseggel egyidőben porig égették a törökök, lakói a Felvidékre menekültek. A 18. században elnéptelenedett, pusztává vált Bucsa is, a harcok miatt elnéptelenedő falu a 19. században települt újra.
A mai Bucsa alapjai a 19. század második felében kezdtek kirajzolódni. Elnevezése ekkor Bucsatelep volt. A bucsai parasztok a túlnépesedés miatt csak kevés földet szerezhettek maguknak a település határában, ezért sokan kubikosként eljártak más határba dolgozni, mások napszámosként keresték a kenyerüket jórészt idénymunkákon.
1894-ig Schwarcz Ferencnek volt itt nagybirtoka, aki több mint tízezer holddal rendelkezett. 1895-ben báró Springer osztrák főúr vásárolta meg a birtokot Mária nevű lányának, akit Fould Jenő francia bankár vett feleségül.
Bucsa község közigazgatásilag 1941-ig Füzesgyarmathoz tartozott. 1941-ben alakult meg önálló képviselő-testülete és jegyzősége, azóta használja újra a régi keletű Bucsa nevet.
A második világháború a bucsai lakosok közül is sok áldozatot szedett.
A jelenkori falutörténet legnehezebb időszakát jelenti az 1993-tól kezdődő időszak, amikor a nagyarányú munkanélküliség az önkormányzat erőfeszítése ellenére rendkívüli problémákat okoz, az önkormányzatnak újra meg újra komoly erőfeszítéseket kell tennie, hogy megőrizze intézményei működőképességét.
A községbe látogatókat szép, rendezett falukép fogadja.

## Közélete

### Polgármesterei
- 1990–1994: Földesi György (független)[3]
- 1994–1998: Földesi György (SZDSZ-MSZP)[4]
- 1998–2002: Földesi György (független)[5]
- 2002–2006: Földesi György (független)[6]
- 2006–2010: Dr. Mile Sándor (független)[7]
- 2010–2014: Kláricz János (független)[8]
- 2014–2019: Kláricz János (Fidesz)[9]
- 2019–2024: Kláricz János (Fidesz-KDNP)[10]
- 2024– : Kláricz János (Fidesz-KDNP)[1]

## Népesség
A település népességének változása:
| Lakosok száma | 2250 | 2223 | 2179 | 2110 | 2078 | 2035 | 2011 |
|               | 2013 | 2014 | 2015 | 2021 | 2022 | 2023 | 2024 |

2001-ben a település lakosságának közel 100%-a magyar nemzetiségűnek vallotta magát.
A 2011-es népszámlálás során a lakosok 73,3%-a magyarnak, 1,2% cigánynak, 0,2% németnek mondta magát (26,7% nem nyilatkozott; a kettős identitások miatt a végösszeg nagyobb lehet 100%-nál). A vallási megoszlás a következő volt: római katolikus 16,9%, református 24,1%, felekezeten kívüli 27,2% (31,1% nem nyilatkozott).
2022-ben a lakosság 93%-a vallotta magát magyarnak, 1,1% cigánynak, 0,55% németnek, 0,1% románnak, 1,5% egyéb, nem hazai nemzetiségűnek (6,8% nem nyilatkozott; a kettős identitások miatt a végösszeg nagyobb lehet 100%-nál). Vallásuk szerint 18% volt református, 10,6% római katolikus, 0,5% görög katolikus, 0,5% egyéb keresztény, 1,6% egyéb katolikus, 39,7% felekezeten kívüli (28,8% nem válaszolt).

## Nevezetességei
A falu idegenforgalmi vonzerejét a környéke adja. A Hortobágy-Berettyó madárvilága, a délibábos pusztai táj, a vadászat, a horgászat lehetősége olyan turisztikai kínálatot jelenthet, amely idevonzza a falusi vendéglátást kedvelőket. A háborítatlan természet alkalmat kínál a közeli Körös–Maros Nemzeti Parkban való kirándulásra is. Itt újra felfedezhetjük az egykor itt őshonos háziállatokat, mint például a szürkemarhát, e mellett Európa legnagyobb testű madarát, a túzokot (Dévaványai Túzokrezervátum) is.

### Híres emberek
- Itt született 1934. november 15-én Kóti Árpád, a Nemzet Színésze címmel kitüntetett, Kossuth- és Jászai Mari-díjas magyar színész, érdemes és kiváló művész.